# Uppsala Universitet Snake Heads
Uppsala Universitet Snake Heads är en idrottsförening från Uppsala universitet som spelar amerikansk inomhusfotboll i Svenska studentserien i amerikansk fotboll.
Snake Heads bildades 2012 och fick redan efter sin första säsong hedersuppdraget att tillsammans med Militärhögskolans Carlberg Cavaliers spela en uppvärmningsmatch inför världens första internationella match i amerikansk fotboll för studenter i Uppsala våren 2013. 
Efter sitt grundande började Snake Heads snabbt jobba hem medaljer. Redan 2014 tog klubben brons vilket följdes upp av ett silver 2015 och 2016 kammade laget hem sitt första guld. Snake Heads blev svenska mästare säsongen 2023/2024 efter att ha besegrat de dåvarande mästarna KTH Royals i finalen men lyckades inte försvara titeln efterföljande säsong 2024/2025.